# Angelo Amaya
Angelo Amaya (Apartadó, Antioquia, Colombia; 23 de mayo de 1988) es un exfutbolista colombiano. Jugaba de delantero.  

## Clubes
| Club                    | País     | Año         |
| ----------------------- | -------- | ----------- |
| Cortuluá                | Colombia | 2006 - 2008 |
| Centauros Villavicencio | Colombia | 2008        |
| Deportes Quindío        | Colombia | 2009        |
| Cortuluá                | Colombia | 2011        |
| Llaneros F.C            | Colombia | 2012        |

## Estadísticas
| Partidos | Goles |
| -------- | ----- |
| 61       | 17    |